# Julien Hardy
Pour les articles homonymes, voir Hardy.
Julien Hardy, né le 7 avril 1980 à Reims, est un bassoniste français et professeur au Conservatoire national supérieur de musique et de danse de Paris. 

## Biographie
Julien Hardy commence l'apprentissage du basson français à l’âge de huit ans avec Jean-Francois Angelloz à Reims. Il continue ses études en 1997 avec Laurent Lefèvre au CNR de Boulogne-Billancourt et poursuit la même année dans la classe de basson de Gilbert Audin et dans celle de Maurice Bourgue pour la musique de chambre au conservatoire national supérieur de musique et de danse de Paris où il obtient un premier prix de basson à l’unanimité[Quand ?].
A 19 ans, il remporte le 2ème prix du concours international de Toulon, puis le premier Prix au concours international Fernand Gillet/Hugo Fox à Buenos Aires en 2000 organisé par l'International Double Reed Society et le prix Pierre Salvi. En 2008, il est lauréat du concours de l’ARD à Munich.
En 2001, il étudie à la Haute école de musique de Bâle (en) auprès de Sergio Azzolini, spécialiste du basson baroque qui a enregistré tous les concertos pour basson d'Antonio Vivaldi. 
En 1998, il prend le poste de basson co-solo à l’Orchestre national de France dirigé par Kurt Masur. 
En 2007, il rentre comme premier basson solo à l’Orchestre philharmonique de Radio France sous la direction de Chung Myung-whun. 
Il est invité à se produire avec le Mahler Chamber Orchestra, Orchestre du Festival de Budapest, European Camerata, les Musiciens du Louvre, l’Orchestre national d’Auvergne. 
Il participe également à des festivals de musique de chambre en France et à l’étranger, tels que Verbier, Lockenhaus (de), festival de l’Empéri, December Night’s Festival à Moscou. 
Il joue dans les grandes salles comme le Concertgebouw d’Amsterdam, au Rudolfinum de Prague, au Théâtre des Champs-Élysées, au musée d'Orsay, au Théâtre Colón  de Buenos Aires, en compagnie de Paul Meyer, Emmanuel Pahud, Éric Le Sage, Bertrand Chamayou, Alexei Ogrintchouk, Nicolas Baldeyrou, David Guerrier, Daishin Kashimoto, notamment. 

« La sonate de Saint-Saëns est le tube des bassonistes mais on ne s’en lasse pas ! »

— Julien Hardy, France Musique, 4 janvier 2019
Julien Hardy enseigne le basson français comme professeur titulaire au Conservatoire national supérieur de musique et de danse de Lyon entre 2005 et 2023, puis au Conservatoire national supérieur de musique et de danse de Paris depuis 2023.
Il est parallèlement essayeur dans la maison Buffet Crampon et joue un basson modèle Prestige 5613.
Julien Hardy apparaît à l'occasion dans des montages vidéo musicaux pédagogiques novateurs réalisés par Nicolas Baldeyrou en overdubbing,.

## Discographie
- Inspirations, Francis Poulenc et autres compositeurs avec Frédéric Tardy (hautbois) et Simon Zaoui (piano), (Klarthe, 2015).
- Reflets, Camille Saint-Saëns (1835-1921) : Sonate opus 168. Charles Koechlin (1867-1950) : Sonate opus 71 ; Trois pièces opus 34 ; Gabriel Fauré (1845-1924) : Pièce. Henri Dutilleux (1916-2013) : Sarabande et cortège. Paul Jeanjean (1874-1929) : Prélude et scherzo. Max d'Ollone (1875-1959) : Romance et Tarentelle ; avec Simon Zaoui (piano), (Klarthe, 2018)[6].
- Franz Schubert : Octet ; Raphaël Merlin : Passage éclair ; avec Pierre Fouchenneret, Shuichi Okada, Marc Desmons, Yan Levionnois, Yann Dubost, Nicolas Baldeyrou, Julien Hardy, David Guerrier, (alpha - la belle saison, 2020)[7].